# Чивітакуана
Чивітакуана (італ. Civitaquana) — муніципалітет в Італії, у регіоні Абруццо,  провінція Пескара.
Чивітакуана розташована на відстані близько 130 км на північний схід від Рима, 45 км на схід від Л'Аквіли, 30 км на південний захід від Пескари.
Населення — 1280 осіб (2014).

## Демографія
Населення за роками:

Станом на 1 січня 2023 року в муніципалітеті офіційно проживало 68 іноземців з 19 країн, серед них 36 громадян країн Євросоюзу та 2 громадяни України.

## Сусідні муніципалітети
- Бриттолі
- Катіньяно
- Чивітелла-Казанова
- Куньолі
- Лорето-Апрутіно
- П'єтраніко
- Віколі